# Antechinomys
Antechinomys ist eine Gattung mäuseähnlicher Beuteltiere aus der Familie der Raubbeutler (Dasyuridae). Die vier Arten dieser Gattung leben in Australien.

## Merkmale
Antechinomys-Arten sind kleine, sich von Insekten ernährende Raubbeutler, die den Schmalfuß-Beutelmäusen (Sminthopsis) ähnlich sehen, aber längere Gliedmaßen und einen längeren und dünneren Schwanz haben. Die Schwanzlänge beträgt mindestens das 1,25fache der Kopf-Rumpf-Länge. Am Ende des Schwanzes befindet sich eine büschelartige Haarquaste. Der Schädel und die Schnauze sind schmal und länglich. Die Eckzähne haben die Form von Prämolaren. Bei drei Arten der Gattung fehlt die fünfte Zehe am Hinterfuß (nicht bei Antechinomys longicaudatus).

## Systematik
Die Gattung Antechinomys wurde 1867 durch den deutsch-australischen Zoologen Gerard Krefft eingeführt. Die Typusart und über einen langen Zeitraum die einzige Art der Gattung ist Antechinomys laniger. 2023 wurde aufgrund molekularbiologischer Daten und morphologischer Übereinstimmungen auch die Langschwänzige Schmalfußbeutelmaus, vorher zur nicht monophyletischen Gattung Sminthopsis gehörend, in die Gattung Antechinomys überführt. Dabei wurde auch festgestellt, das es innerhalb der Population von Antechinomys laniger eine große genetische und morphologische Vielfalt gibt. Mitte 2025 wurden zwei weitere Antechinomys-Arten beschrieben.

## Arten
Zur Gattung Antechinomys gehören damit vier Arten:
- Langohr-Kultarr (Antechinomys auritus)
- Östlicher Kultarr (Antechinomys laniger)
- Langschwänzige Schmalfußbeutelmaus (Antechinomys longicaudatus)
- Gibber-Kultarr (Antechinomys spenceri)